# Instytut Parazytologii im. Witolda Stefańskiego Polskiej Akademii Nauk
Instytut Parazytologii im. Witolda Stefańskiego PAN – instytut naukowy Polskiej Akademii Nauk z siedzibą w Warszawie.

## Historia
W 1952 powstał Zakład Parazytologii PAN. Celem Zakładu były m.in. badania pasożytów występujących u ludzi i zwierząt w Polsce, mających wpływ na gospodarkę i ochronę zdrowia. W 1980 roku Zakład został przekształcony w Instytut Parazytologii PAN, a w 1983 roku otrzymał nazwę Instytutu Parazytologii im. Witolda Stefańskiego. W 1998 roku Instytut uzyskał osobowość prawną. 
Od 1997 roku siedziba Instytutu znajduje się w budynku przy ul. Twardej 51/55 w Warszawie. 
Obecnie Instytut zatrudnia 42 pracowników naukowych – 9 profesorów, 5 docentów, 14 doktorów, 6 asystentów i 8 pracowników inżynieryjno technicznych. Dyrektorem Instytutu jest prof. dr hab. Władysław Jan Cabaj.

## Przedmiot badań
Badania nad biologią pasożytów
- morfologia pasożytów na poziomie mikroskopu świetlnego i elektronowego, oraz na poziomie molekularnym;
- badanie cyklów rozwojowych pasożytów z uwzględnieniem warunków środowiska;
- systematyka różnych grup pasożytów;
- biologia populacyjna pasożytów;
- struktura zespołów pasożytniczych w różnych ekosystemach, z uwzględnieniem czynników antropopresyjnych;
- rejestracja pasożytów występujących u różnych grup zwierząt wolno żyjących;

Badania nad fizjologią układu pasożyt-żywiciel
- fizjologiczne uwarunkowania inwazji pasożytów;
- wzajemne oddziaływanie organizmów w układzie pasożyt-żywiciel;
- reakcje obronne żywiciela w chorobach pasożytniczych;

Badania nad epizootiologią i zwalczaniem chorób pasożytniczych zwierząt
- dynamika występowania pasożytów u zwierząt użytkowych;
- wpływ warunków hodowlanych na rozprzestrzenianie się chorób pasożytniczych;
- poszukiwanie nowych ras zwierząt gospodarskich odpornych na choroby pasożytnicze;
- skuteczność leków przeciwpasożytniczych;
- diagnostyka molekularna i immunodiagnostyka chorób pasożytniczych;
- opracowywanie szczepionek przeciw pasożytom.

## Struktura
Instytut dzieli się na trzy zakłady, z których każdy dzieli się na trzy pracownie. Są to:
- Zakład Różnorodności Biologicznej Pasożytów
  - Pracownia Biologii Rozwoju i Rozmnażania Pasożytów
  - Pracownia Biologii, Systematyki i Zoogeografii Helmintów
  - Pracownia Jednokomórkowych Pasożytów

- Zakład Biologii Molekularnej
  - Pracownia Biochemii
  - Pracownia Fizjologii
  - Pracownia Parazytologii Molekularnej

- Zakład Epizootiologii i Patologii
  - Pracownia Parazytoz Zwierząt Domowych
  - Pracownia Parazytoz Zwierząt Dzikich
  - Pracownia Fizjopatologii

## Wydawnictwa
Instytut wydaje czasopismo Acta Parasitologica.